# Osman III.
Osman III.  (2. či 3. ledna 1699 – 30. října 1757) – byl sultánem Osmanské říše v letech 1754 –1757.
Většinu svého života prožil v domácím vězení v paláci Topkapi, což asi zapříčinilo jeho podivínské chování během jeho krátké doby vládnutí. Údajně nenáviděl hudbu a zakázal ji v paláci Topkapi. Rovněž se jako sultán vyznačoval netolerancí vůči neislámským obyvatelům (křesťanům a židům), nutil je nosit zvláštní znaky na oblečení, aby se odlišovali od islámské většiny.